# テウタ

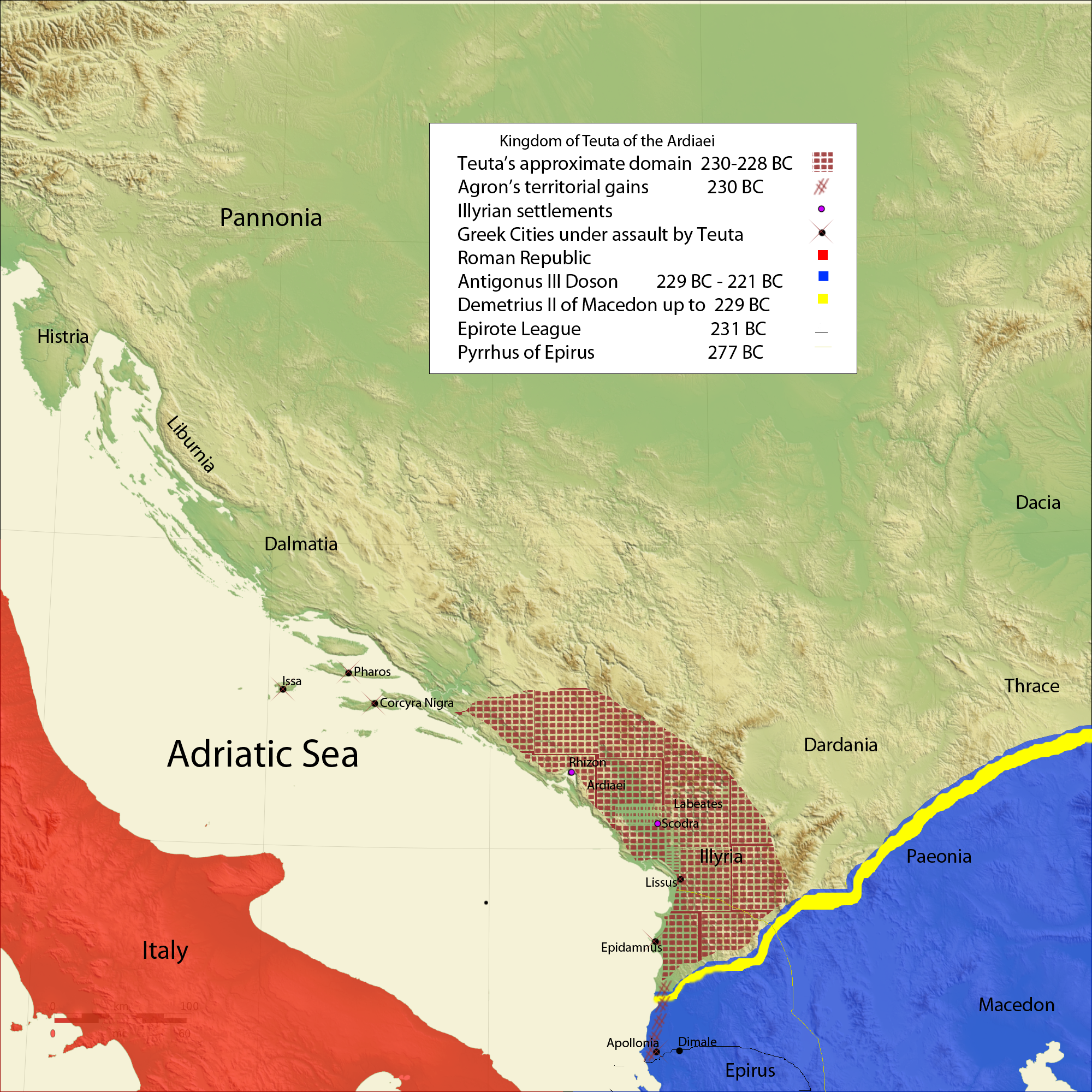
テウタの支配地域（■色部分）

テウタ（ギリシア語: Τεύτα、ラテン語: Teuta）は紀元前231年から紀元前228年にかけてイリュリア（バルカン半島西部）及びその周辺を支配したイリュリアの「女王」と呼ばれた人物である。

## 概要
テウタの生涯に関しては判然としない点が多い。イッサ（現：ヴィス島）出身のイリュリア人とされるが、現在のヴェネツィア近郊に住んでいたリブルニア人であった可能性もある。
テウタは最初にイリュリアへ王国を建国したアグロンの妻であった。アグロンは首都シュコドラを中心として、北はダルマティア、南はアオウス（Aous）川(現：ビヨサ川）に至るまでの広大な領土を得るに至った。紀元前231年にアグロンが死去してピネスが後継者となったが、若年であった為、テウタは摂政として実権を握った。
テウタが最初に行った施策はイリュリアの沿岸に入植していたギリシア人の植民都市を制圧することであった。テウタはエピダムノス（現ドゥラス）を攻撃して、陥落させると町を要塞化した。南のフォエニケ（Phoenice）はテウタに降伏した。
その間にテウタ配下のイリュリア船団はリサン（
en）を本拠地に置くと共にサランダ（en）沖にあって、ローマの商船の通行を妨害、積荷を略奪した。これらの行為はテウタ自身が深く関与して、テウタによる「海賊行為」は南はイオニア海、西はイタリア沿岸部にまで及んでおり、アドリア海一帯にも恐れられた。
堪りかねた共和政ローマの元老院はシュコドラへ2名の大使を送り、海賊行為による被害による補償及び海賊行為を止めるようテウタに要求した。これに対して、イリュリアの法では「海賊行為」は合法であり、私的な商行為を差し止める権利はイリュリア政府には無い、とテウタはローマの大使に通告した。ローマの使節の1人はイリュリアにとって利益になるような法律を導入する手助けをするとも伝えたが、使節の1人がテウタに対して不敬な発言をしたことから、この不敬な発言をした者はローマに帰国する途上、テウタの手の者によって殺害された。
この行為によってローマの世論は沸騰して、紀元前229年にイリュリアへ宣戦を布告した。ローマにとってバルカン半島への初めての派兵であり、200隻の軍船をコルキラ（Corcyra、現：ケルキラ）へと送った。テウタの代理として、イリュリア側の司令官であったデミトリウス（en）は抵抗すること無くローマへ降伏し、ローマはデミトリウスにテウタが統治していた領土の一部を与えた（紀元前228年）。
ローマの陸軍はアポロニアの遥か北へ上陸、海軍とも協力してイリュリア各地を平定しつつ、首都シュコドラを包囲した。テウタは籠城して抵抗したものの紀元前227年にテウタはローマへ降伏した。ローマはシュコドラ周辺の僅かな領地を除くテウタの旧領を没収し、（テウタ配下の）海賊船がシュコドラから極めて近い南のリスッス（Lissus、現：レジャ）より下ることを禁じ、テウタにローマの権威に服すること及び貢賦を収めることを命じた（第一次イリュリア戦争）。
以降のテウタに関する消息は史書に一切の言及が無く、不明である。なお、紀元前220年からの第二次イリュリア戦争（〜紀元前219年）におけるイリュリア側の首謀者は前述のデミトリウスである。